# Yes Sir, I Can Boogie
Singles de Baccara
Sorry, I'm A Lady
(1977)
Yes Sir, I Can Boogie est une chanson sortie en 1977, créée par le duo espagnol Baccara.

## Histoire
Cette chanson disco standard est un succès majeur à travers l'Europe et devient numéro un du duo au Royaume-Uni, une semaine au sommet des ventes en octobre 1977. Elle ne marche pas aux États-Unis, bien qu'elle fût diffusée sur plusieurs marchés. L'introduction avec des soupirs ressemble à Don't Leave Me This Way interprétée par Harold Melvin & the Blue Notes.
Une nouvelle version avec le duo Baccara pour le refrain et le rappeur Michael Universal pour les couplets est publiée en 1999.
La chanson connaît une nouvelle popularité à la suite de son utilisation dans le film La Belle Époque sorti en 2019.
Au printemps 2022, la chanson est utilisée simultanément dans les publicités (télévision française) de deux marques différentes, H&M et Charlotte Tilbury.
Elle est aussi utilisée en 2024 dans une publicité pour Free.

## Formats et liste des pistes
Single 45t (Europe & États-Unis)
1. Yes Sir, I Can Boogie — 4:28
2. Cara Mia — 2:00

Maxi single 12" (États-Unis)
1. Yes Sir, I Can Boogie — 6:50
2. Yes Sir, I Can Boogie — 6:50

## Classement par pays
| Classement (1977-1978)                     | Meilleure position |
| ------------------------------------------ | ------------------ |
| Allemagne (Official German Charts)         | 1                  |
| Australie (Kent Music Report)              | 9                  |
| Autriche (Ö3 Austria Top 40)               | 2                  |
| Belgique (Top 30 Flandre)                  | 1                  |
| Danemark (Tracklisten)                     | 1                  |
| Espagne (AFYVE)                            | 2                  |
| Europe (Eurochart Hot 100 Singles)         | 1                  |
| France (IFOP)                              | 5                  |
| Finlande (Suomen virallinen lista)         | 1                  |
| Irlande (IRMA)                             | 1                  |
| Italie (FIMI)                              | 30                 |
| Norvège (VG-lista)                         | 1                  |
| Nouvelle-Zélande (Recorded Music NZ)       | 33                 |
| Pays-Bas (Nederlandse Top 40)              | 1                  |
| Royaume-Uni (The Official Charts Company), | 1                  |
| Suède (Sverigetopplistan)                  | 1                  |
| Suisse (Schweizer Hitparade)               | 1                  |

## Source de la traduction
- (en) Cet article est partiellement ou en totalité issu de l’article de Wikipédia en anglais intitulé « Yes Sir, I Can Boogie » (voir la liste des auteurs).